# Zbrasław (książę czeski)
Zbrasław, także Sbraslav (X wiek) – legendarny syn księcia czeskiego Wacława I z nieznanej bliżej małżonki bądź nałożnicy.

## Życiorys
Według Legendy Kristiana książę Wacław miał pod wpływem rodziny ożenić się i spłodzić syna, któremu nadał imię Zbrasław. Był on jednak najprawdopodobniej dzieckiem nieślubnym. Imię dziecka mogło nawiązywać do starosłowiańskiego słowa Sъbor(ъ)slab, związanego z liturgią słowiańską. Dalsze losy Zbrasława opierają się wyłącznie na domysłach historyków. Jedna z hipotez identyfikuje go z księciem Stodoran zwanym Vętjeslavitjъ. Imię to jest tłumaczone jako Vaclavic, czyli syn Wacława. Prawdopodobnie po zabójstwie ojca Zbrasław znalazł tam azyl polityczny. Domysł ten uprawdopodabnia fakt, że Zbrasław był wnukiem stodorańskiej księżniczki Drahomiry. Inna teoria głosi, jakoby Zbrasław był tożsamy z księciem libickim Sławnikiem, protoplastą rodu Sławnikowiców.